# Martinellisia indica
Martinellisia indica är en svampart som beskrevs av V.G. Rao & Varghese 1977. Martinellisia indica ingår i släktet Martinellisia, divisionen sporsäcksvampar och riket svampar.   Inga underarter finns listade i Catalogue of Life.